# شکربوته ابری
شکربوته ابری (نام علمی: Protea nubigena) نام یک گونه از سرده شکربوته‌ها است.